# Agrochola brunnescens
Agrochola brunnescens là một loài bướm đêm trong họ Noctuidae.